# Erdődy-kastély (Béla)
Az Erdődy-kastély egy 18. századi főúri kastély Horvátországban, a Novi Marofhoz tartozó Béla településen.

## Fekvése
Béla központjától nyugatra, a Gersei-Pethő-várkastélytól mintegy száz méterrel nyugatabbra, a Seljanec felé menő út mentén található. 

## Története
Gróf Erdődy László 1740-ben Ivaneccel, Cerjével és Györketinccel együtt kapta meg a bélai uradalmat. Ezután az Erdődyek a várkastély közvetlen közelében egy új, barokk kastélyt (melyet Béla II-es kastélyának is neveznek) építettek fel a 18. században, két hengeres toronnyal az épület sarkain. Az új kastély a régi várkastéllyal együtt, a bélai-ivánci uradalom lakó és gazdasági központját képezte. Az Erdődyek 1817-ig maradtak az uradalom birtokosai. Ekkor hosszú pereskedés után a gersei Pethők leszármazottaié, a Joszipovich, a Lovincsich és a Barabás családoké lett. 1858-ban Ozsegovics Metel báró, az illír mozgalom egyik vezetője vásárolta meg és a második világháború utánig a család tulajdona maradt. Ekkor államosították. Sokáig elhanyagoltan állt a falu határában, az utóbbi években újították fel.

## Mai állapota
A kastély alaprajzi formája nyújtott négyszög. A hengeres tornyokat az északi homlokzat sarkaira állították. Felmerül a gyanú, hogy ez egy befejezetlen kastély, melynek négy szárnyának kellett volna lennie, ami egy zárt udvart ölelt volna körül. A kastély hátsó, déli homlokzatán árkádok nyíltak a földszinten és az emeleten is. A kastély a horvát műemlékvédelmi katalógus második kategóriájába tartozik.